# Slag bij Prairie D'Ane
De slag van Prairie D'Ane vond plaats tussen 9 april en 13 april 1864 in Nevada County Arkansas tijdens de Amerikaanse Burgeroorlog.
Op 10 april sloten de eenheden van de Noordelijke brigadegeneraal John Milton Thayer zich aan bij die van generaal-majoor Frederick Steele waarna ze verder marcheerden in zuidelijke richting. Bij Praire D’Ane, een belangrijk kruispunt van wegen, botsten ze op de Zuidelijke slaglinie. De Noordelijken zetten de aanval in. Na initieel succes werd de aanval gestopt. De volgende dag vonden er verschillende schermutselingen plaats. Hierbij werd Steele gedwongen om van zijn marsroute af te wijken. In plaats van Shreveport marcheerde hij nu richting Camden. Op 13 april werd de Noordelijke achterhoede bij Praire D’Ane aangevallen door de Zuidelijke cavalerie. Na een vier uur durende slag trok Price zich terug waarna Steele zijn mars kon verderzetten. Camden werd ingenomen door de Noordelijken.